# Ernst Sackur
Ernst Friedrich Sackur (* 2. Oktober 1862 in Breslau; † 5. April 1901 in Straßburg) war ein deutscher Mediaevist.

## Leben
Ernst Sackur stammte aus einer jüdischen Kaufmannsfamilie. Er besuchte das Breslauer Maria-Magdalenen-Gymnasium bis zum Abitur Ostern 1882 und studierte an der Universität Breslau Geschichte. Am 24. Juli 1886 wurde er mit einer von Jakob Caro betreuten Dissertation über den Abt Richard von St. Vanne (1005–1046) zum Dr. phil. promoviert. Von 1888 bis 1891 forschte er als wissenschaftlicher Mitarbeiter unter Ernst Dümmlers Oberleitung in der Abteilung Scriptores für die Monumenta Germaniae Historica. Im Januar 1892 habilitierte er sich an der Universität Straßburg mit einer Arbeit über die Cluniazenser. Nach einer Reihe von Jahren als Privatdozent wurde er dort im Herbst 1898 Extraordinarius.
Sackur war in seiner akademischen Karriere durch seine jüdische Herkunft „schweren Zurücksetzungen“ ausgesetzt.

## Schriften
- Richard, Abt von St. Vannes. Breslau: Druck der Breslauer Genossenschafts-Buchdruckerei 1886, zugl. Breslau, Univ., Phil. Fak., Inaug.-Diss. v. 24. Jul. 1886
- Die Cluniacenser in ihrer kirchlichen und allgemeingeschichtlichen Wirksamkeit bis zur Mitte des elften Jahrhunderts. Halle a. S.: Niemeyer 1892–1894

Band 1, 1892 (Digitalisat; Nachdruck: Darmstadt: Wissenschaftliche Buchgesellschaft 1965, 1971)
Band 2, 1894 (Nachdruck: Darmstadt: Wissenschaftliche Buchgesellschaft 1965, 1971)
- Sibyllinische Texte und Forschungen: Pseudomethodius, Adso und die tiburtinische Sibylle. Halle a.S.: Niemeyer 1898

Digitalisat